# Klopačke stijene
Klopačke stijene, brdo kod Zenice. Dio je masiva Čolana. Nalazi se s istočne strane grada i istočno od rijeke Bosne. Brdo dominira obzorom istočne strane Zeničke kotline. Izvrstan je pogled. Prikladno se RTV odašiljače odnosno relejne postaje. Prekrasan je vidik s Klopačkih stijena. Postoji legenda da su na kamenim strminama Klopačkih stijena alke za vezivanje brodova. Na obroncima se nalazi sela Klopče, Kopilo, Klopački Vrh i dr. Uz obalu Babine rijeke, kod Kule je kamenolom Klopačke stijene. Potokom Stijenčice odvojene su od Vratačke stijene.
Iznad riječnih terasa rijeke Bosne. Dolinske strane su odsjecima odvojene od brdskog i planinskog rejona. Klopačke stijene dio su ezgogenih reljefnih oblika koji okružuju Zenicu, a čini ga uski zaobljeni greben na području zapadnih obronaka Ravan planine 1245 m, krajnji istočni obronci planine Vlašića tj. zapadni dio Zenice, na potezu Katun-
Negaraj-Golub-Kobilja glava, Klopačka stijena-Kukavica na jugozapadu, uski nezaobilazni greben Janjički vrh 812m, Saračevica 957m, Kuber 875m.

## Vanjske poveznice
- Zenica - Stare slike i pričice